# Side Control

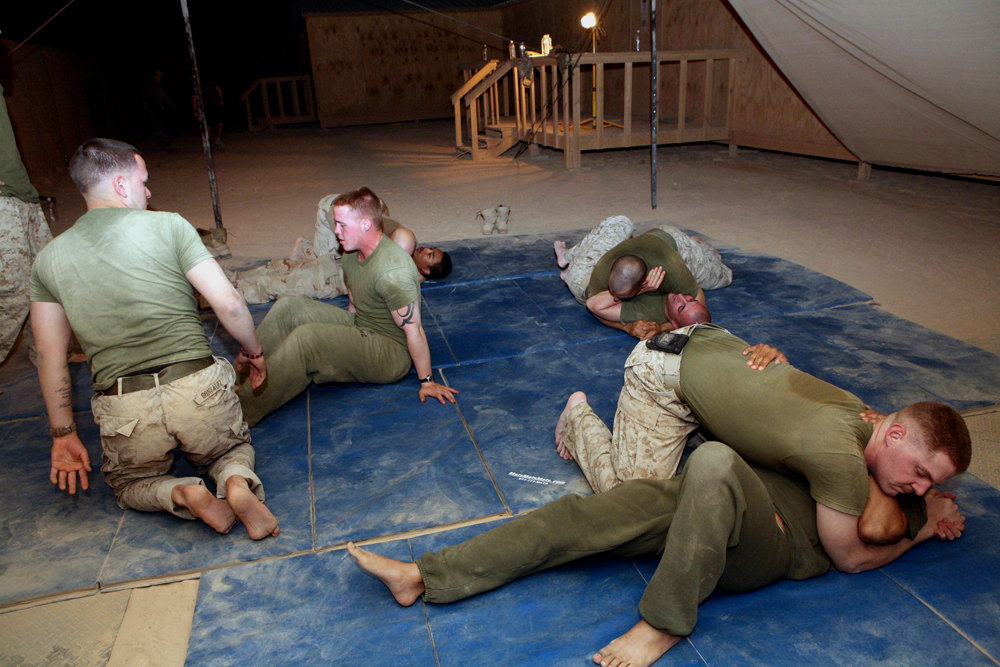
Demonstration der Side Control aus verschiedenen Perspektiven

Die Side Control (auch bekannt als Side Mount, Cross Mount oder Scarf Hold) ist eine Position im Kampfsport, bei welcher der dominierende Kämpfer seitlich versetzt zum Gegner diesen am Boden kontrolliert.
Die Position ist von der Mount abzugrenzen, bei welcher der dominante Kämpfer direkt auf dem Gegner sitzt/liegt.
Es handelt sich um eine relativ stabile Position, da der kontrollierende Kämpfer einerseits sein Gewicht einsetzen kann, andererseits flexibel genug ist, selbiges zu verlagern bzw. mitzugehen, wenn der am Boden liegende Kämpfer versucht, zu entkommen.
Im Mixed Martial Arts (MMA) können aus dieser Position Strikes mit den Ellenbogen oder mit dem Knie angesetzt werden. Auch eine ganze Reihe Submissions wie Americana, Bulldog Choke oder Triangle Choke sind möglich. Ferner ist ein Wechsel (Transition) zu Positionen wie der North South, einer Art Side Control vom Kopf her, oder der Mount möglich.
Wichtig für den am Boden liegenden Kämpfer ist ein Sweep oder eine Transition zu einer vorteilhafteren Position, etwa der Half Guard oder der Guard.

## Kata-gatame
Der Kata-gatame (肩固, „Schulterhalter“) ist eine Position, bei welcher der Gegner um den Kopf herum fixiert („umarmt“) wird. Ein Arm wird gegen den Hals des Gegners fixiert.
Die Position kann aus dem Kesa-gatame aufgesetzt werden, wenn der Gegner versucht, mit seinem Arm im Nacken des Gegners Platz zu schaffen, um zu entkommen.
Aus dem Kata-gatame kann idealerweise ein Arm Triangle Choke als Submission aufgesetzt werden.

## Kesa-gatame

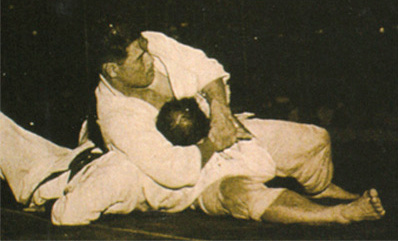
Kesa-gatame, vorgeführt von Masahiko Kimura. Zu erkennen ist, dass hier ausschließlich der Kopf blockiert wird.

Der Kesa-gatame (袈裟固, auch bekannt als Hon-kesa-gatame, 本袈裟固) oder scarf hold ist eine Variante der Side Control, bei welcher die Hüfte in den Gegner eingedreht wird. Die Beine werden zur besseren Stabilität gespreizt.
Ziel ist es dabei, einen Arm zu isolieren, indem man mit dem Bein unter die Schulter des Gegners gleitet und mit den Armen um Nacken und Brustkorb greift.
So entsteht ein extrem enger Griff, der jedoch gleichzeitig genügend Flexibilität bietet, um den Escape-Versuchen des Gegners zu folgen und diese so zu neutralisieren.
Eine Untervariante des Kesa-gatame wiederum ist der Kuzure-kesa-gatame (崩袈裟固) oder modified scarf hold.

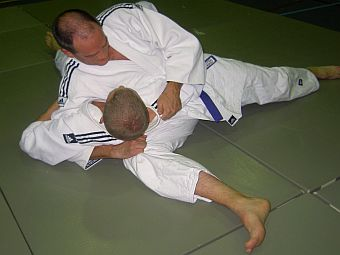
Kuzure makure kesa gatame' Zu erkennen ist, dass hier im Gegensatz zum „normalen“ Kesa-gatame auch der abgewandte Arm blockiert wird.

Der einzige Unterschied hierbei ist, dass der abgewandte Arm ebenfalls kontrolliert wird.
Während also beim Kesa-gatame nur der Arm kontrolliert wird, der dem Ausführenden zugewandt ist (Blockierung mit dem Bein, „Umarmung“ von der abgewandten Nackenseite zur zugewandten Achselhöhle), geht beim Kuzure-kesa-gatame der Griff unter der abgewandten Achsel unter dem Nacken zur zugewandten Achsel.
Beim Kōdōkan Judo wird die Technik auch als Ushiro-kesa-gatame und Makura-kesa-gatame/Kuzure-kesa-gatame klassifiziert.

## Twister Side Control
Die Twister Side Control ist eine Variation der traditionellen Side Control, welche von Eddie Bravo entwickelt wurde. Sie ist Teil seines Systems „10’th Planet Jiu-Jitsu“, welches speziell für MMA, also das Kämpfen ohne Gi entwickelt wurde.
Optimalerweise wird die Twister Side Control erreicht, indem man sich vom Gesicht des Gegners, anders als bei der traditionellen Side Control, abwendet, auf dem Bizeps des Gegners sitzt und die Beine kontrolliert.
Der andere Arm wird hinter dem Ellenbogen gesperrt. Wichtig ist, die Hüfte vom Boden abzuheben, also nicht abzusetzen. So wird Gewicht auf den Gegner gegeben und verhindert, dass der Gegner auf den Rücken – der ja potentiell durch das Abwenden preisgegeben wird – kommen kann.
Die eigenen Arme sind dadurch frei und können genutzt werden, um die Beine des Gegners zu blocken oder im MMA zu schlagen.
Im Regelfall werden von der Twister Side Control die Beine angegriffen Leg Locks.
Der Oberkörper kann nichtsdestotrotz mit Kimura, D’arce Choke (auch bekannt als „Brabo Choke“) oder Armbar attackiert werden.
Der Gegner hat in dieser Variante relativ wenig Optionen:
- Verbleibt er in der Position, kann er kontrolliert oder mit Submissions angegriffen werden.

- Dreht er sich ein, kann der Kontrollierende zur Mount weiter gehen.

- Dreht er sich weg, gibt er seinen Rücken preis und der Kontrollierende kann die Backmount einnehmen.

Die Twister Side Control wurde nach der Transition benannt, welche aus ihrer Position am naheliegendsten ist.
Beim Twister wird der Gegner wird dabei die Horizontalachse verdreht (eben wie ein Tornado/Twister), was extrem unangenehm ist und zu Verletzungen der Wirbelsäule sowie des Nackens führen kann.
Deswegen ist diese Technik nach dem Regelwerk der IBJJF verboten. Nicht die Twister Side Control an sich ist verboten; der Praktizierende muss jedoch aus dieser Position sorgfältig entscheiden, wie er weiter verfährt.